# Basso corso del Fiume Bussento
Basso corso del Fiume Bussento este o arie protejată (arie specială de conservare — SAC, sit de importanță comunitară — SCI) din Italia întinsă pe o suprafață de 414 ha, integral pe uscat.

## Localizare
Centrul sitului Basso corso del Fiume Bussento este situat la coordonatele 40°06′12″N 15°29′49″E / 40.103333°N 15.496944°E.

## Înființare
Situl Basso corso del Fiume Bussento a fost declarat sit de importanță comunitară în mai 1995 pentru a proteja 27 de specii de animale. Situl a fost protejat și ca arie specială de conservare în mai 2019.

## Biodiversitate
Situată în ecoregiunea mediteraneană, aria protejată conține 4 habitate naturale: Peșteri inaccesibile publicului, Râuri mediteraneene cu debit permanent și vegetație de Glaucium flavum, Tufărișuri termo-mediteraneene și de pre-deșert, Galerii de Salix alba și de Populus alba.
La baza desemnării sitului se află mai multe specii protejate:
- păsări (10): privighetoare-de-baltă (Acrocephalus melanopogon), pescăruș albastru (Alcedo atthis), caprimulg (Caprimulgus europaeus), prepeliță (Coturnix coturnix), găinușă de baltă (Gallinula chloropus), sfrâncioc roșiatic (Lanius collurio), cristei de baltă (Rallus aquaticus), turturică (Streptopelia turtur), sturz-cântător (Turdus philomelos), sturzul de vâsc (Turdus viscivorus)
- amfibieni (1): Bombina pachypus
- mamifere (6): vidră de râu (Lutra lutra), liliac cu aripi lungi (Miniopterus schreibersii), liliac cu urechi de șoarece (Myotis blythii), liliac comun (Myotis myotis), liliacul mare cu potcoavă (Rhinolophus ferrumequinum), liliacul mic cu potcoavă (Rhinolophus hipposideros)
- nevertebrate (3): Austropotamobius pallipes, Coenagrion mercuriale, Oxygastra curtisii
- pești (6): Alosa fallax, Lampetra fluviatilis, cicar (Lampetra planeri), Petromyzon marinus, Rutilus rubilio, salmo cettii (Salmo cetti)
- reptile (1): șarpele cu patru dungi (Elaphe quatuorlineata)

Pe lângă speciile protejate, pe teritoriul sitului au mai fost identificate 4 specii de amfibieni, 4 specii de nevertebrate, 3 specii de reptile.